# Ri Myŏng Su
Ri Myŏng Su, również Ri Myeong-su (kor. 리명수; ur. 20 lutego 1934) – północnokoreański polityk i dowódca wojskowy, wicemarszałek Koreańskiej Armii Ludowej.

## Kariera
Ri Myŏng Su urodził się 20 lutego 1934 roku. Karierę wojskową rozpoczął jeszcze w czasie wojny koreańskiej w latach 1950–1953. Absolwent Akademii Wojskowej im. Kim Ir Sena w Pjongjangu. Zanim doszedł do najwyższych urzędów w państwie, w latach 60. i 70. XX wieku pełnił funkcje dowódcze w 5 Korpusie Koreańskiej Armii Ludowej. W listopadzie 1980 został dyrektorem muzeum wojny koreańskiej (właśc. Muzeum Zwycięstwa Rewolucji, kor. 혁명승리기념관) w Pjongjangu.
Dwugwiazdkowym generałem (kor. 중장) został w kwietniu 1992 roku, krótko potem został szefem Sztabu w 3. Korpusie Koreańskiej Armii Ludowej. Awans na generała-pułkownika (상장) otrzymał w październiku 1995, a na stopień generała (대장) - w październiku 2000 roku. W międzyczasie, od listopada 1996 był zastępcą szefa Sztabu Generalnego KAL, a od kwietnia 1997 dowódcą operacyjnym w Sztabie. Deputowany Najwyższego Zgromadzenia Ludowego KRLD, parlamentu KRLD X i XI kadencji (tj. od września 1998 do marca 2009 roku).
Od kwietnia 2011 do lutego 2013, szef Ministerstwa Bezpieczeństwa Publicznego KRLD, czyli północnokoreańskiej Policji (인민보안부, nie mylić z Agencją Bezpieczeństwa Narodowego, 국가안전보위부, czyli odpowiednikiem Służby Bezpieczeństwa z czasów PRL).
Podczas III Konferencji Partii Pracy Korei 28 września 2010 roku został mianowany członkiem Komitetu Centralnego Partii Pracy Korei. W czerwcu 2011 roku został członkiem Państwowej Komisji Wyborczej KRLD. Dalsze liczne awanse otrzymał podczas kolejnej IV Konferencji PPK 11 kwietnia 2012, gdy wszedł w skład Biura Politycznego oraz Centralnej Komisji Wojskowej KC, a także został członkiem nieistniejącej Komisji Obrony Narodowej KRLD. Tym samym jednocześnie zasiadł w dwóch najważniejszych organach KRLD, sprawujących zwierzchnictwo nad armią. Ze względu na przynależność do najważniejszych gremiów politycznych Korei Północnej (tak cywilnych, jak i wojskowych), jest uznawany za członka ścisłej elity władzy KRLD.
Po śmierci Kim Dzong Ila w grudniu 2011 roku, Ri Myŏng Su znalazł się na 74. miejscu w 233-osobowym Komitecie Żałobnym. Według specjalistów, miejsca na listach tego typu określały rangę polityka w hierarchii aparatu władzy.
W 2016 awansowany przez przywódcę Kim Dzong Una do rangi wicemarszałka (ch'asu).

## Odznaczenia
Kawaler Orderu Kim Dzong Ila (luty 2012).